# Scia di condensazione

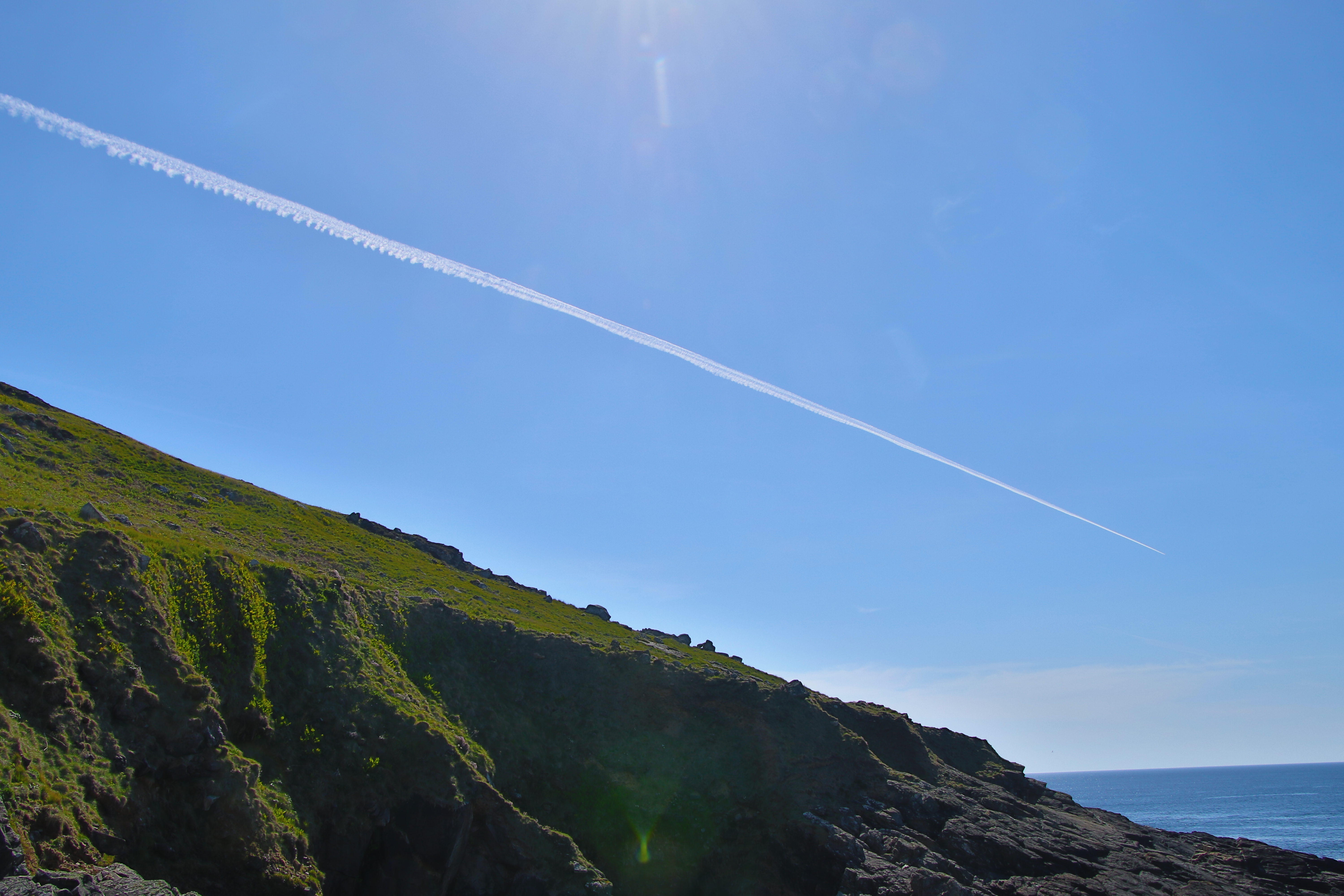
Scia dell'aeroplano

Le scie di condensazione (in inglese, contrail) o scie di vapore sono nuvole artificiali di vapore acqueo condensato che possono formarsi al passaggio degli aerei.
Le scie di condensazione più comuni sono dovute alla rapida condensazione in ghiaccio del vapore acqueo presente nei gas di scarico del velivolo durante la navigazione in alta quota dove la temperatura esterna è molto bassa. La persistenza e l'espansione di tali scie dipende dalla presenza di sufficiente umidità alla quota di volo.

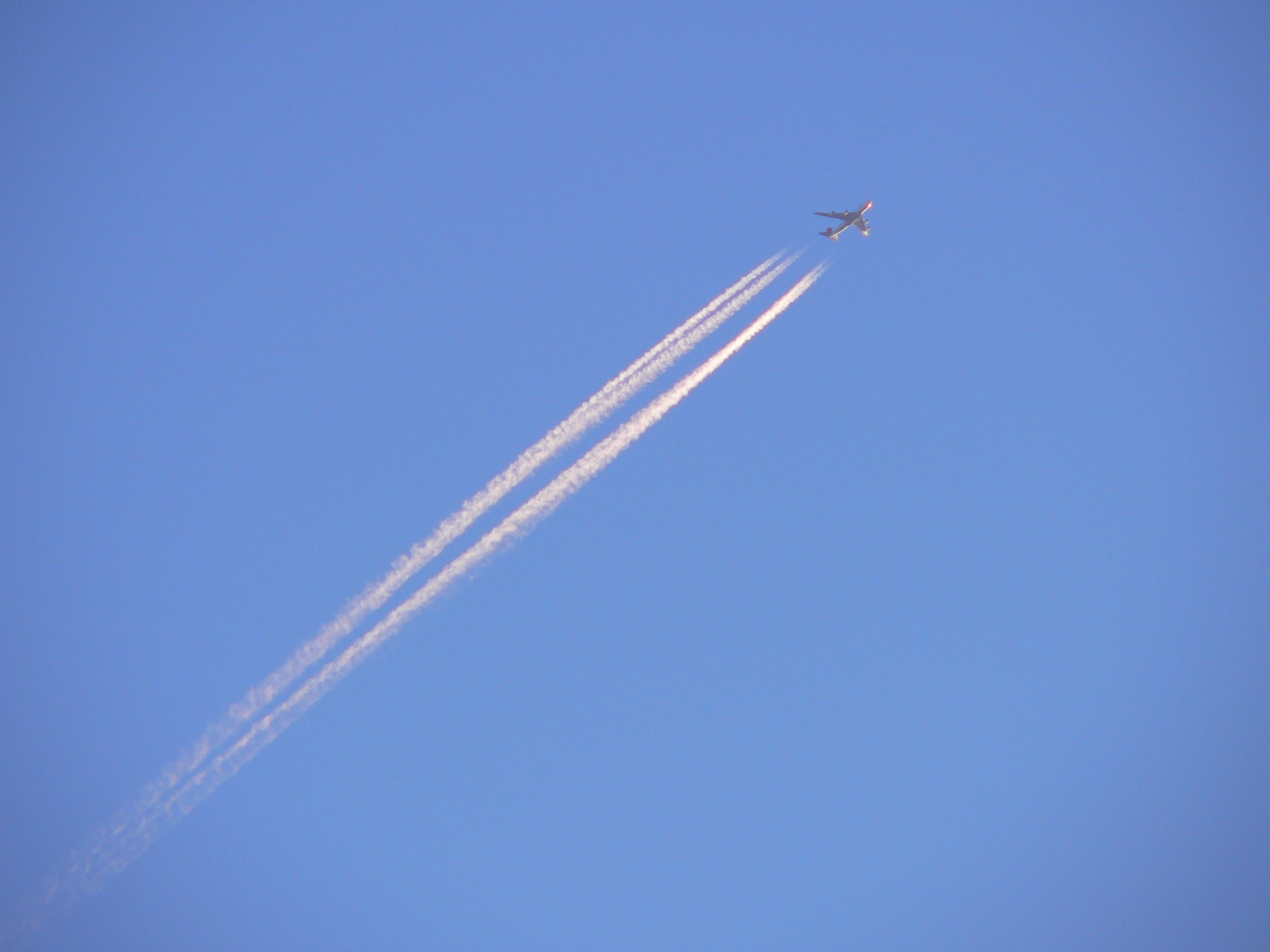
Scia di condensazione (convezione) di un 747 della JAL

Oltre al vapore acqueo le emissioni provocate dagli aerei contengono biossido di carbonio, ossidi di azoto, monossido di carbonio, idrocarburi come il metano, solfati, particolato da combustione.

## Caratteristiche
Le scie di condensazione sono strisce nuvolose inizialmente sottili che, successivamente, si allargano formando ampi nastri che si sfioccano lateralmente.
Esse sono generate dal passaggio di aeromobili, sono costituite da prodotti di condensazione e solidificazione del vapore acqueo e vengono suddivise in:

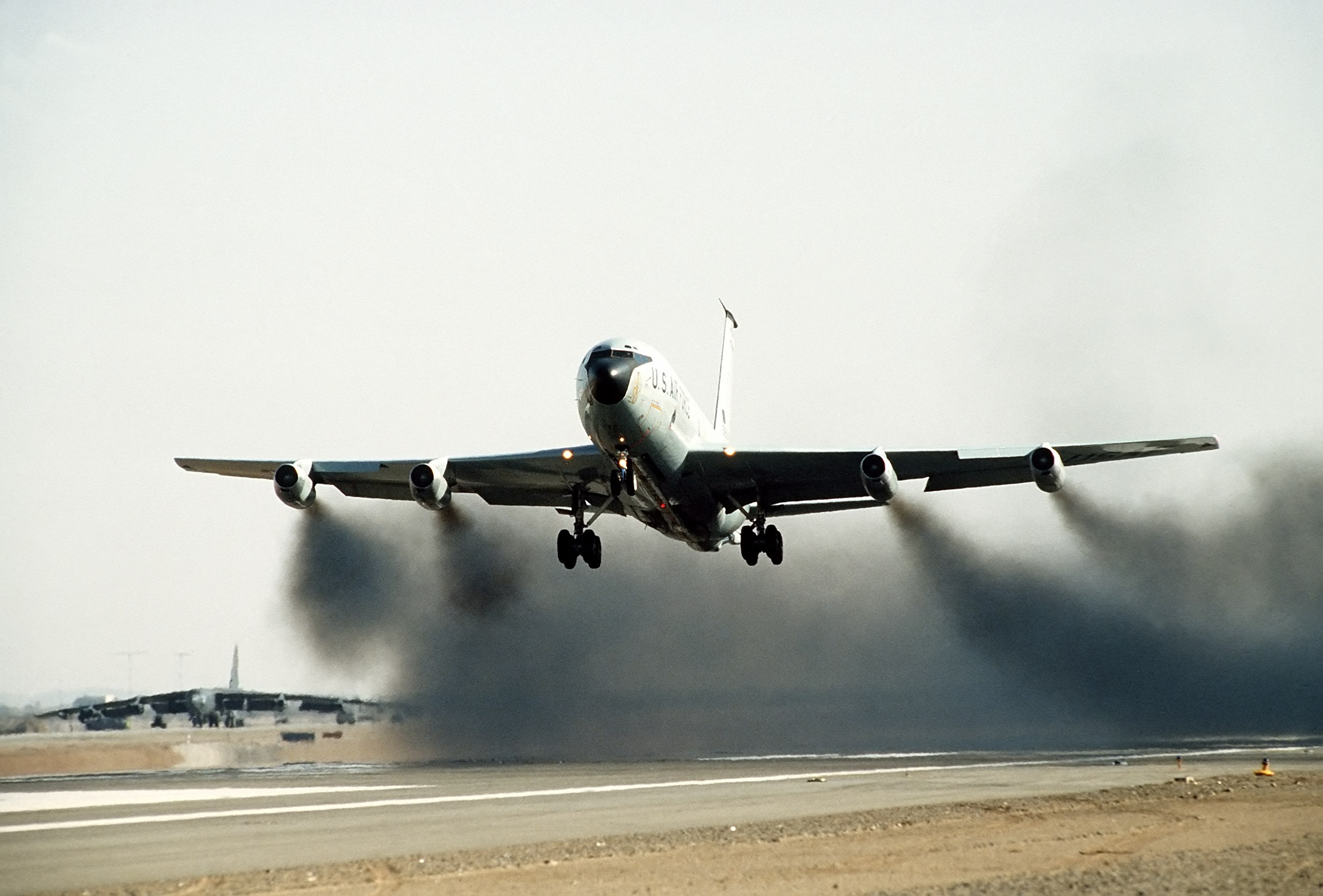
Aereo KC-135, che genera molto vapore acqueo, dovuto anche all'iniezione di acqua nel motore

scie di gas di scarico
sono dovute al rapido raffreddamento dei gas di scappamento dei motori, i quali immettono nell'atmosfera una quantità di vapore acqueo e nuclei di condensazione sufficienti a creare la scia; questo è spiegato dal raggiungimento del punto di rugiada dove la miscela bifase dell'aria con il vapore d'acqua raggiunge il punto di saturazione, se la temperatura è sufficientemente bassa si può raggiungere il punto brina ovvero il passaggio dalla fase vapore a quella solida, questo crea dei veri e propri cirri. Normalmente possono riscontrarsi oltre gli 8000 m anche se questo non è un limite alla loro formazione in quanto dipende dalle condizioni di temperatura, pressione, densità dell'aria, umidità relativa e anche dal BPR dell'esoreattore, la temperatura a quelle quote risulta essere più favorevole alla formazione dato che tende ad essere molto bassa, inferiore a −40 °C. Fanno eccezione alcuni luoghi come in Alaska e in Canada, il cui clima molto rigido può favorire la loro formazione ad altitudini anche prossime al terreno. Studi mostrano come scie di condensazione possono formarsi anche ad umidità relative pari allo 0% a patto che la temperatura sia sufficientemente bassa. Queste scie, costituite quasi esclusivamente da ghiaccio, sono generalmente più persistenti.
scie di convezione
dovute ai moti convettivi che si manifestano sulla scia dell'aereo quando questo vola in aria molto umida e instabile. La temperatura dell'aria più favorevole è quella compresa fra −25 °C e −40 °C. Non si manifestano immediatamente dietro l'aereo, occorrendo un certo intervallo di tempo prima che l'aria calda immessa nell'atmosfera si porti al livello di condensazione. La loro formazione è comunque molto simile a quelle da gas di scarico con la differenza che la condensazione avviene leggermente dopo e più distaccata rispetto alle scie di gas di scarico dovuti agli effetti termofluidodinamici.
scie di origine aerodinamica

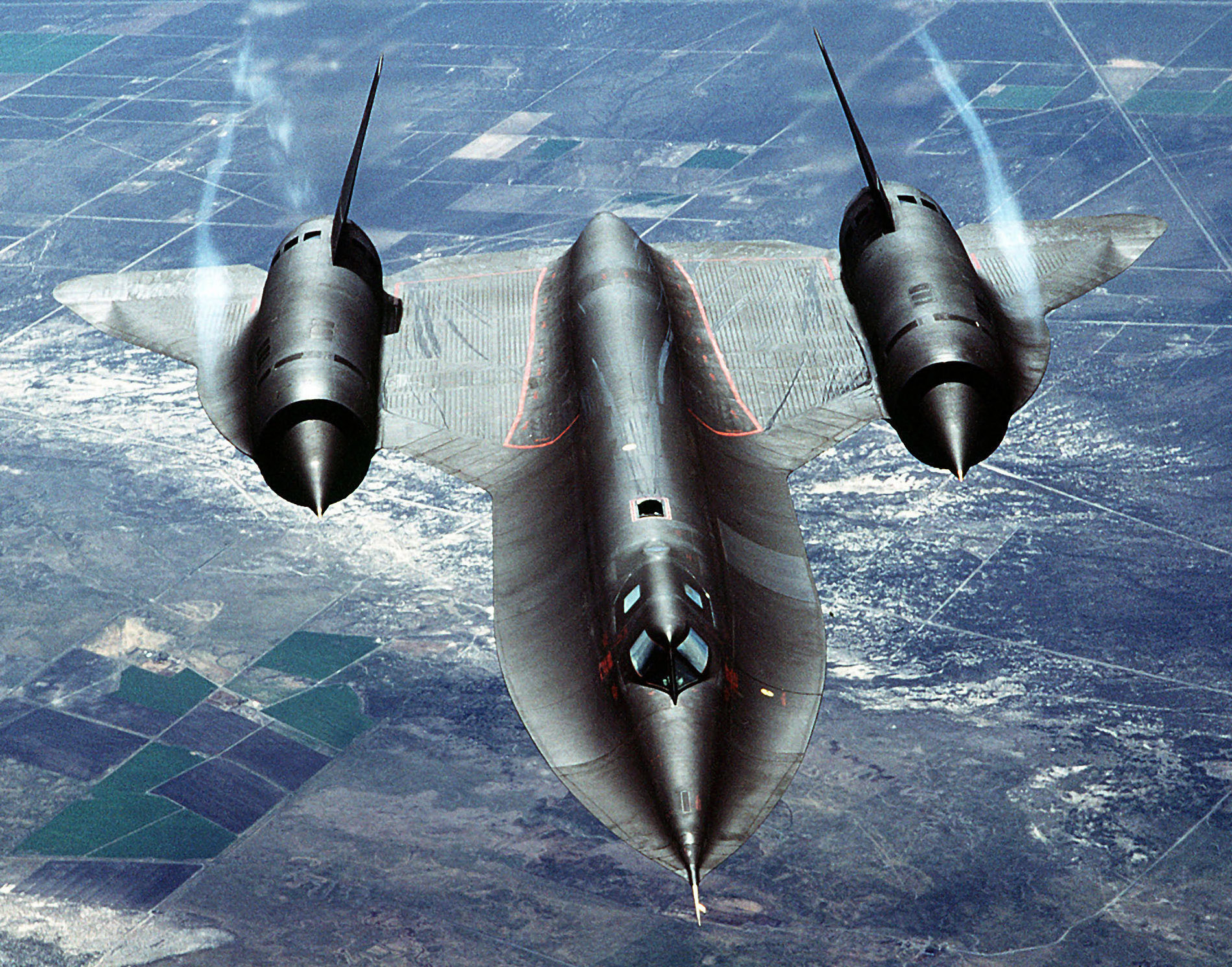
Il vapore acqueo si condensa dai vortici bassa pressione generati dal fuoribordo di ciascuna presa d'aria del motore

sono dovute all'espansione adiabatica dell'aria (ossia senza scambio di calore con l'ambiente circostante data l'estrema rapidità dell'evento), provocata dall'ala dell'aereo in moto. La diminuzione istantanea della pressione dell'aria ne causa la diminuzione della temperatura che può far condensare il vapore acqueo presente, soprattutto quando si vola in atmosfera molto umida. La temperatura dell'aria più favorevole al verificarsi del fenomeno è compresa tra 0 °C e 10 °C. Queste scie sono le meno persistenti. La loro origine è spiegata dalla condensazione lungo i vortici d'estremità d'ala, in italiano sono a volte chiamati anche Trecce di Berenice anche se il nome corretto è vortici di trascinamento o indotti dalla portanza in quanto possono formarsi lungo qualunque superficie dell'aeromobile come gli ipersostentatori o le carenature dell'attuatore degli ipersostentatori. Tali vortici sono associati alla resistenza indotta e al downwash la cui esistenza è spiegata dalla condizione di Kutta e sono una conseguenza fondamentale della genesi della portanza tridimensionale. Alle volte sono visibili anche dietro gli alettoni delle auto da corsa, con la differenza che hanno un verso di deflessione opposto sull'upwash dato che devono creare deportanza per aumentare la stabilità della vettura.

## Storia e impatto

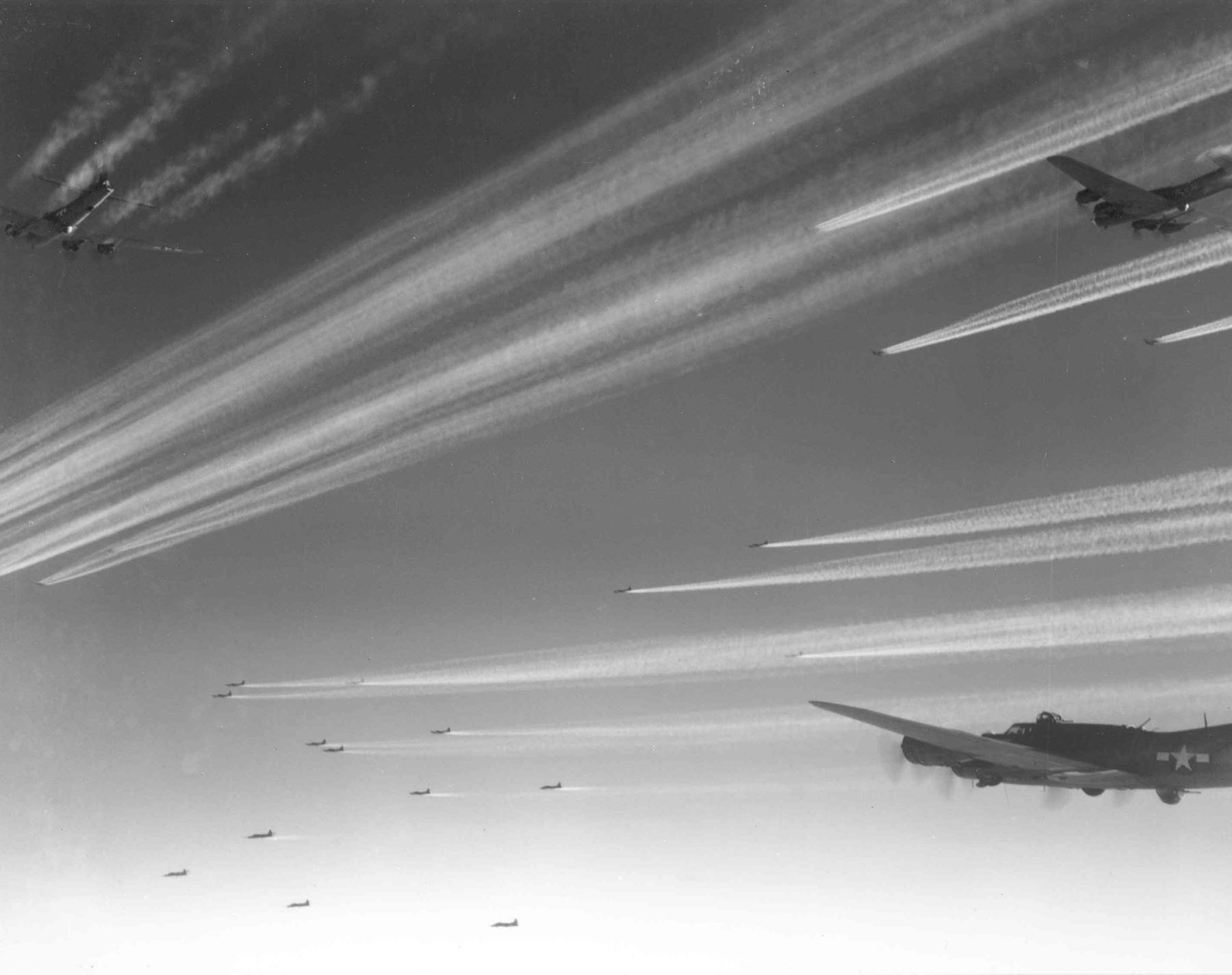
Scie di condensanzione di una formazione di B-17F Flying Fortress sui cieli della Germania, 1943 circa

Le prime osservazioni di scie di condensazione sono attestate durante e subito dopo la prima guerra mondiale. Per molti anni le scie vennero considerate poco più di un fenomeno atmosferico legato all'aviazione, ma con la seconda guerra mondiale divennero di notevole importanza per le operazioni aeronautiche militari in quanto potevano rendere facilmente individuabili i bombardieri in alta quota. Il termine inglese "contrail" (da "condensation trail") fu coniato proprio nel 1941.
Il primo a elaborare un modello di studio volto a determinare quando e in che condizioni si formassero le scie di condensazione è stato dapprima il tedesco E. Schmidt nel 1941 poi lo statunitense H. Appleman negli anni cinquanta il quale mostrò come la formazione di scie di condensazione dipendesse da diversi fattori e che esse potevano formarsi anche a umidità relative molto basse, umidità relativa che incide anche sulla persistenza di tali scie.. Il modello teorico di Appleman è stato poi perfezionato da U. Schumann che negli anni novanta ha verificato le previsioni del modello termodinamico grazie a precise osservazioni sperimentali in quota, chiarendo anche la dipendenza delle condizioni di innesco e persistenza delle scie di condensazione dalle caratteristiche della combustione nei motori. Ad esempio, le condizioni d'innesco delle scie sono più favorevoli per i motori moderni "turbofan high bypass" (turboventola ad alto rapporto di diluizione) che hanno una maggior efficienza termodinamica.
Oltre al significato militare, negli ultimi anni lo studio fisico-chimico delle scie di condensazione ha assunto ulteriore importanza in relazione all'impatto del traffico aereo sui cambiamenti climatici. Sono inoltre considerate uno dei disturbi dell'osservazione astronomica.

## Eliminazione delle scie
La presenza delle scie di condensazione ha un impatto negativo nel caso in cui l'aereo si trovi ad eseguire missioni in territorio nemico: la presenza della scia rende il velivolo, anche se dotato di tecnologie stealth, facilmente identificabile dagli osservatori a terra. Un metodo per evitare la formazione della scia è quello di iniettare nello scarico del motore degli agenti nucleanti come nero fumo o acido clorosolforico, che hanno la funzione di creare punti di condensazione per il vapore acqueo. Questi sistemi non hanno però trovato una concretizzazione a causa della corrosività delle sostanze impiegate; una delle rare applicazioni è stata fatta nel drone Ryan Model 147, utilizzato per missioni di ricognizione durante la guerra del Vietnam. Anche nel caso del Northrop Grumman B-2 Spirit l'uso di sostanze chimiche previsto in un primo tempo è stato abbandonato, in favore di un sistema di allarme per l'equipaggio nel caso in cui l'aereo si trovi nelle condizioni di generare la scia.

## Scia chimica

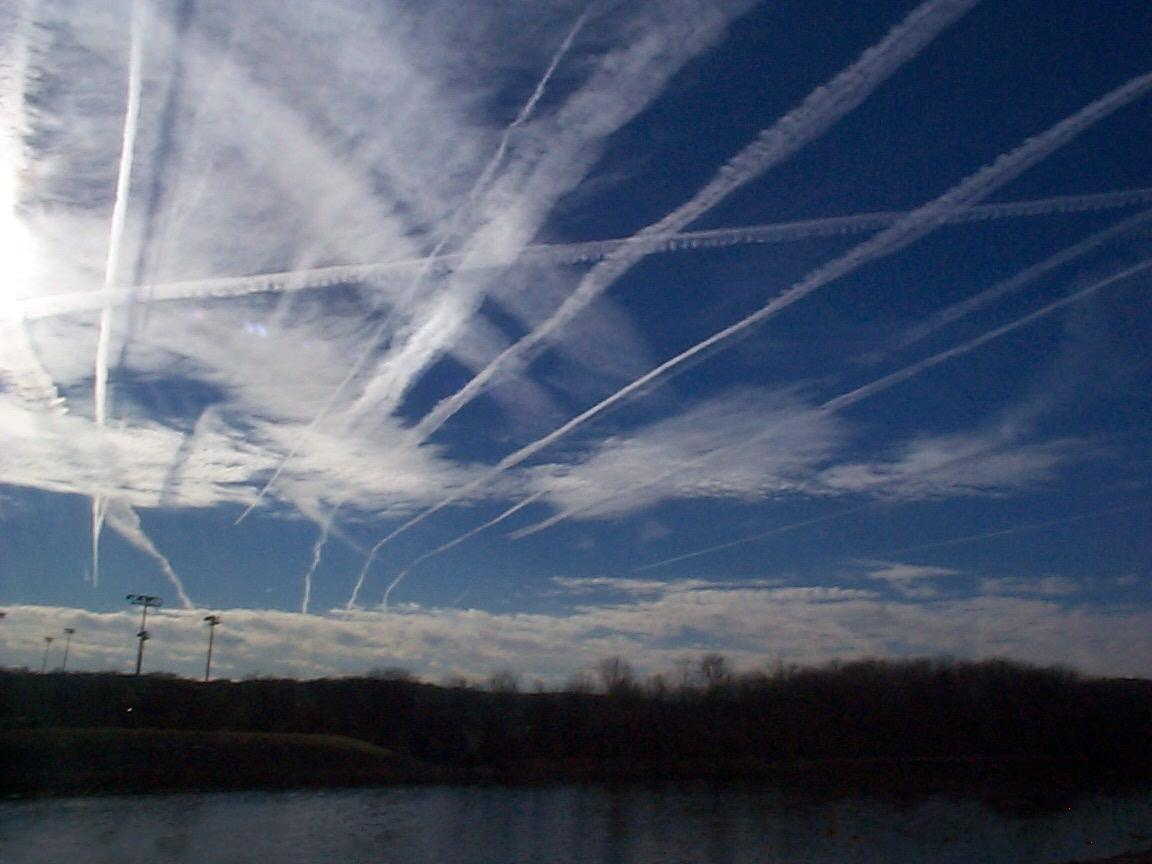
Foto della NASA

Dalla seconda metà degli anni novanta si sono diffuse alcune teorie del complotto, completamente prive di fondamenti e riscontri scientifici, secondo le quali delle normali scie di condensazione, in aumento per l'aumento del volume del traffico aereo,  sarebbero in realtà delle "scie chimiche", cioè "rilasci" di ipotetiche sostanze chimiche (o anche biologiche) su aree popolate, con finalità diverse a seconda delle varie teorie.